# Corpo de Taikonautas do Exército de Libertação Popular
O Corpo de Taikonautas do Exército de Libertação Popular (PLAAC; chinês simplificado: 中国人民解放军航天员大队), também conhecido como Corpo de Taikonautas da China (chinês simplificado: 中国航天员大队), é um grupo baseado em Pequim do  Força de Apoio Estratégico do Exército de Libertação Popular que responde diretamente ao Departamento de Sistemas Espaciais do Exército e é responsável pela seleção e treinamento de taikonautas para o Projeto 921: o Programa Espacial Tripulado da China.

## História
Em outubro de 1992, uma força tarefa da Comissão para a Ciência, Tecnologia e Indústria para Defesa Nacional [en] iniciou a seleção preliminar de taikonautas; 1,506 pilotos foram identificados e doze foram escolhidos como candidatos. O Corpo de Taikonautas foi estabelecido em janeiro de 1998 e os doze, junto com dois trainees do PLAAF, foram enviados ao Centro de Treinamento de Cosmonautas Iuri Gagarin em 1996 como o Grupo 1.
Sete pilotos entraram no Corpo de Taikonautas em maio de 2010 como o Grupo 2.
Em 2014, os membros do Grupo 1, Wu Jie [en], Li Qinglong [en], Chen Quan [en], Zhao Chuandong [en] e Pan Zhanchun [en] se aposentaram devido a idade; nenhum chegou a voar.
O Grupo de Taikonautas foi parte do Departamento Geral de Armamento do Exército de Libertação Popular [en] até que o departamento fosse desfeito em janeiro de 2016. Como parte da reforma militar em 2015 [en], o grupo passou a ser parte da Força de Apoio Estratégica.
Em janeiro e março de 2018, Yang Liwei, vice diretor do CMSA, declarou que a seleção do grupo 3 seria iniciada em 2018 e incluiria engenheiros ao lado de especialistas de missão. Tang também declarou que o terceiro grupo incluiria civis da indústria e instituições de pesquisa.